# Winter League FIAF 1999
La Winter League FIAF 1999 è stata la sedicesima edizione del secondo livello del campionato italiano di football americano, organizzato dalla Federazione Italiana American Football; è stata la seconda edizione a 8 giocatori e la seconda volta in cui la Winter League ha rappresentato il secondo livello della piramide.

## Regular season

### Classifica

#### East Division
| Pos. | Squadra                   | %V   | G | V | N | P | PF  | PS  |
| ---- | ------------------------- | ---- | - | - | - | - | --- | --- |
| 1    | Centauri Bologna          | .875 | 8 | 7 | 0 | 1 | 240 | 128 |
| 2    | Bengals Brescia           | .750 | 8 | 6 | 0 | 2 | 270 | 148 |
| 3    | Virtus Bologna            | .625 | 8 | 5 | 0 | 3 | 184 | 133 |
| 4    | Yankees Civitanova Marche | .250 | 8 | 2 | 0 | 6 | 102 | 281 |
| 5    | Redskins Verona           | .000 | 8 | 0 | 0 | 8 | 104 | 210 |

#### Sea Division
| Pos. | Squadra            | %V   | G | V | N | P | PF  | PS  |
| ---- | ------------------ | ---- | - | - | - | - | --- | --- |
| 1    | Blackstars Palermo | .833 | 6 | 5 | 0 | 1 | 151 | 96  |
| 2    | Crusaders Cagliari | .667 | 6 | 4 | 0 | 2 | 164 | 109 |
| 3    | Sharks Palermo     | .500 | 6 | 3 | 0 | 3 | 186 | 131 |
| 4    | Corsari Palermo    | .000 | 6 | 0 | 0 | 6 | 56  | 221 |

#### South Division
| Pos. | Squadra               | %V   | G | V | N | P | PF  | PS  |
| ---- | --------------------- | ---- | - | - | - | - | --- | --- |
| 1    | Etruschi Livorno      | .875 | 8 | 7 | 0 | 1 | 143 | 112 |
| 2    | Briganti Napoli       | .625 | 8 | 5 | 0 | 3 | 156 | 122 |
| 3    | Ducks Roma            | .500 | 8 | 4 | 0 | 4 | 168 | 147 |
| 4    | Marines Ostia         | .375 | 8 | 3 | 0 | 5 | 89  | 113 |
| 5    | Troublemakers Salerno | .125 | 8 | 1 | 0 | 7 | 64  | 126 |

#### West Division
| Pos. | Squadra             | %V   | G | V | N | P | PF  | PS  |
| ---- | ------------------- | ---- | - | - | - | - | --- | --- |
| 1    | Skorpions Varese    | .875 | 8 | 7 | 0 | 1 | 286 | 128 |
| 2    | Falcons Milano      | .750 | 8 | 6 | 0 | 2 | 298 | 130 |
| 3    | Kings Gallarate     | .625 | 8 | 5 | 0 | 3 | 220 | 140 |
| 4    | Red Jackets Sarzana | .125 | 8 | 1 | 0 | 7 | 82  | 250 |
| 5    | Black Rays Genova   | .125 | 8 | 1 | 0 | 7 | 85  | 323 |

## Playoff
|  | Quarti di finale | Quarti di finale   | Quarti di finale |                  |                  | Semifinali      | Semifinali | Semifinali |  |  | VIII Snowbowl | VIII Snowbowl    | VIII Snowbowl |
|  |                  |                    |                  |                  |                  |                 |            |            |  |  |               |                  |               |
|  | 1E               | Centauri Bologna   | 33               |                  |                  |                 |            |            |  |  |               |                  |               |
|  | 2W               | Falcons Milano     | 48               |                  |                  |                 |            |            |  |  |               |                  |               |
|  | 2W               | Falcons Milano     | 48               |                  | 2W               | Falcons Milano  | 26         |            |  |  |               |                  |               |
|  |                  |                    |                  |                  | 2W               | Falcons Milano  | 26         |            |  |  |               |                  |               |
|  |                  | 1W                 | Skorpions Varese | 33               |                  |                 |            |            |  |  |               |                  |               |
|  | 1W               | 1W                 | Skorpions Varese | 33               | Skorpions Varese | 21              |            |            |  |  |               |                  |               |
|  | 1W               |                    |                  |                  | Skorpions Varese | 21              |            |            |  |  |               |                  |               |
|  | 2E               | Bengals Brescia    | 19               |                  |                  |                 |            |            |  |  |               |                  |               |
|  |                  |                    |                  |                  |                  |                 |            |            |  |  | 1W            | Skorpions Varese | 35            |
|  |                  |                    | 1So              | Etruschi Livorno | 26               |                 |            |            |  |  |               |                  |               |
|  | 2Se              | Crusaders Cagliari | 18               |                  |                  |                 |            |            |  |  |               |                  |               |
|  | 2So              | Briganti Napoli    | 24 ot            |                  |                  |                 |            |            |  |  |               |                  |               |
|  | 2So              | Briganti Napoli    | 24 ot            |                  | 2So              | Briganti Napoli | 12         |            |  |  |               |                  |               |
|  |                  |                    |                  |                  | 2So              | Briganti Napoli | 12         |            |  |  |               |                  |               |
|  |                  | 1So                | Etruschi Livorno | 32               |                  |                 |            |            |  |  |               |                  |               |
|  | 1So              | 1So                | Etruschi Livorno | 32               | Etruschi Livorno | 35              |            |            |  |  |               |                  |               |
|  | 1So              |                    |                  |                  | Etruschi Livorno | 35              |            |            |  |  |               |                  |               |
|  | 1Se              | Blackstars Palermo | 19               |                  |                  |                 |            |            |  |  |               |                  |               |

### VIII Snowbowl
L'VIII Snowbowl si è disputato al Velodromo Vigorelli di Milano. L'incontro è stato vinto dagli Skorpions Varese sugli Etruschi Livorno con il risultato di 35 a 26.

## Verdetti
- Skorpions Varese vincitori dello Snowbowl VIII.